# Aleksandr Sheplyakov
Aleksandr Aleksandrovich Sheplyakov (tiếng Nga: Александр Александрович Шепляков; sinh ngày 13 tháng 8 năm 1996) là một cầu thủ bóng đá người Nga thi đấu cho SFC CRFSO Smolensk.

## Sự nghiệp câu lạc bộ
Anh có màn ra mắt tại Giải bóng đá chuyên nghiệp quốc gia Nga cho SFC CRFSO Smolensk vào ngày 20 tháng 7 năm 2016 trong trận đấu với F.K. Spartak Kostroma.